# Список крупнейших гербариев мира
Список крупнейших гербариев мира составлен согласно данным, которые заявляют сами гербарии в международной базе Index Herbariorum . В список включены гербарии с объёмом фондов более 1 миллиона образцов. Во многих случаях, эти цифры оценочные, поскольку в мире мало крупных гербариев с полным каталогом имеющихся коллекций. Этот факт хорошо подтверждается оценками объёма фондов с точностью в один миллион (например, существует четыре гербария с 2 миллионами образцов и восемь коллекций с 1 миллионом образцов).
Всего в первой таблице (свыше 2 миллионов образцов) представлены гербарии 34 учреждений, во второй таблице (свыше 1 миллиона образцов) — 29 гербариев, в третьей таблице (1 миллион) — 8 гербариев. Четвёртая таблица (вспомогательная) состоит из четырёх гербариев, в которых имеется от 900 тысяч до 1 миллиона образцов.
В первой таблице добавлены сведения о числе отсканированных образцов. Чаще всего их изображения доступны в Интернете на сайтах соответствующих учреждений, а зачастую и на портале "JSTOR Plants". Этот показатель на современном этапе неплохо иллюстрирует текущую научную и инфраструктурную активность различных гербариев, в т.ч. привлечение инвестиций в фундаментальную науку. 
Гербарий Берлин-Далема (B), занимающий в рейтинге 16-е место, в ночь с 1 на 2 марта 1943 г. почти целиком сгорел в результате авианалета. Он насчитывал к тому моменту 4 000 000 образцов и был одним из четырех крупнейших гербариев мира . От тех фондов сохранилось лишь несколько десятков тысяч образцов, в остальном коллекция была сформирована заново за 70 лет. Это крупнейшая разовая утрата за всю историю гербарного дела.
| Названия (русское, национальное) | Год основания гербария (не учреждения) | Объём фондов                                       | Объём отсканированных фондов | Акроним                     | Местонахождение (страна, город)         | Сайт                                              | Источник данных по объёму отсканированных фондов                            |
| --- | -------------------------------------- | -------------------------------------------------- | ---------------------------- | --------------------------- | --------------------------------------- | ------------------------------------------------- | --------------------------------------------------------------------------- |
| Национальный музей естественной истории (Muséum National d’Histoire Naturelle) | 1635                                   | 10 000 000 (более 8 000 000 по уточненным данным ) | 5 396 194                    | P, PC                       | Франция, Париж                          |                                                   | (счетчик)                                                                   |
| Нью-Йоркский ботанический сад (New York Botanical Garden) | 1891                                   | 7 800 000                                          | 2 000 000 *                  | NY                          | США, Нью-Йорк                           |                                                   |                                                                             |
| Ботанический институт им. В. Л. Комарова РАН | 1823                                   | 7 160 000                                          | 15 170                       | LE                          | Россия, Санкт-Петербург                 |                                                   |                                                                             |
| Королевские ботанические сады Кью (Royal Botanic Gardens, Kew) | 1853                                   | 7 000                                              | 554 491                      | K                           | Великобритания, Большой Лондон, Ричмонд |                                                   | (счетчик)                                                                   |
| Натуралис (Naturalis) | 1829                                   | 6 900 000                                          | 4 346 879 *                  | L (incl. AMD), U, WAG       | Нидерланды, Лейден                      |                                                   |                                                                             |
| Миссурийский ботанический сад (Missouri Botanical Garden) | 1859                                   | 6 600 000                                          | 233 634                      | MO                          | США, Сент-Луис                          |                                                   | ,                                                                           |
| Музей и Ботанический сад города Женевы (Conservatoire et Jardin botaniques de la Ville de Genève)                                                                                             | 1817                                   | 6 000                                              | 153 327                      | G                           | Швейцария, Женева                       |                                                   | (счетчик)                                                                   |
| Музей естествознания Вены (Naturhistorisches Museum Wien) | 1748                                   | 5 500 000                                          | 93 635 *                     | W                           | Австрия, Вена                           |                                                   |                                                                             |
| Британский музей естествознания (British Natural History Museum) | 1753                                   | 5 200 000                                          | 155 808                      | BM                          | Великобритания, Лондон                  |                                                   | , (в 2015 г. начата поточная оцифровка)                                     |
| Национальный музей естественной истории, Смитсоновский институт (National Museum of Natural History, Smithsonian Institution)                                                                 | 1868                                   | 5 100 000                                          | 2 000 000 *                  | US                          | США, Вашингтон                          |                                                   |                                                                             |
| Гарвардский университет (Harvard University) | 1864                                   | 5 005 000                                          | 573 116 *                    | GH, A, AMES, ECON, FH, NEBC | США, Кембридж                           |                                                   |                                                                             |
| Музей естественной истории, Университет Флоренции (Museo di Storia Naturale) | 1842                                   | 5 000                                              | 11 666                       | FI                          | Италия, Флоренция                       |                                                   |                                                                             |
| Шведский музей естествознания (Naturhistoriska riksmuseet) | 1758                                   | 4 570 000                                          | 104 234 *                    | S                           | Швеция, Стокгольм                       |                                                   |                                                                             |
| Университет Лиона им. К. Бернара (Université Claude Bernard) | 1924?                                  | 4 400 000                                          | 5 011                        | LY                          | Франция, Лион                           |                                                   |                                                                             |
| Национальный ботанический сад Бельгии | 1870                                   | 4 000                                              | 400 000 *                    | BR                          | Бельгия, Брюссель, Мейзе                |                                                   |                                                                             |
| Ботанический сад и Ботанический музей Берлин-Далем, Свободный университет Берлина (Botanischer Garten und Botanisches Museum Berlin-Dahlem, Zentraleinrichtung der Freien Universität Berlin) | 1879                                   | 3 800 000                                          | 155 259                      | B                           | Германия, Берлин                        |                                                   |                                                                             |
| Объединённый гербарий Цюрихского университета и Швейцарской высшей технической школы Цюриха (Universität Zürich & Eidgenössische Technische Hochschule Zürich)                                | 1834                                   | 3 500 000                                          | 70 604                       | Z, ZT                       | Швейцария, Цюрих                        | , (недоступная ссылка)                            |                                                                             |
| Йенский университет им. Ф. Шиллера (Friedrich-Schiller-Universität Jena) | 1895                                   | 3 500 000                                          | 31 596 *                     | JE                          | Германия, Йена                          |                                                   |                                                                             |
| Университет Монпелье 2 (Université Montpellier 2) | 1890                                   | 3 500 000                                          | 36 500 *                     | MPU                         | Франция, Монпелье                       |                                                   | (начата поточная оцифровка, к 2019 г. будет отсканировано 1,3 млн образцов) |
| Хельсинкский университет (Helsingin yliopisto) | 1750                                   | 3 350 501                                          | 442 500                      | H                           | Финляндия, Хельсинки                    |                                                   |                                                                             |
| Ботаническое собрание Мюнхена (Botanische Staatssammlung München) | 1813                                   | 3 200 000                                          | 72 541 *                     | M, MSB                      | Германия, Мюнхен                        |                                                   |                                                                             |
| Уппсальский университет (Uppsala universitet) | 1785                                   | 3 100 000                                          | 790 000                      | UPS                         | Швеция, Уппсала                         |                                                   |                                                                             |
| Королевский ботанический сад Эдинбурга (Royal Botanic Garden, Edinburgh) | 1670                                   | 3 000                                              | 361 908 *                    | E                           | Великобритания, Эдинбург                | Архивная копия от 25 июня 2018 на Wayback Machine |                                                                             |
| Университет Копенгагена (Københavns Universitet) | 1759                                   | 2 900 000                                          | 22 118 *                     | C                           | Дания, Копенгаген                       |                                                   |                                                                             |
| Музей естественной истории им. Филда (Field Museum of Natural History) | 1893                                   | 2 700 000                                          | 412 974                      | F                           | США, Чикаго                             |                                                   |                                                                             |
| Институт ботаники, Академия наук Китая (中國科學院) | 1950                                   | 2 650 000                                          | 1 800 000                    | PE                          | Китай, Пекин                            |                                                   |                                                                             |
| Лундский университет | 1770                                   | 2 500 000                                          | 450 000                      | LD                          | Швеция, Лунд                            |                                                   |                                                                             |
| Калифорнийская академия наук (California Academy of Sciences) | 1853                                   | 2 300 000                                          | 206 000                      | CAS                         | США, Сан-Франциско                      |                                                   |                                                                             |
| Институт ботаники имени Н. Г. Холодного НАН Украины (Інститут ботаніки імені М. Г. Холодного НАН України)                                                                                     | 1921                                   | 2 263 207                                          | 1 744                        | KW                          | Украина, Киев                           |                                                   |                                                                             |
| Карлов университет (Univerzita Karlova v Praze) | 1775                                   | 2 200 000                                          | 4 479 *                      | PRC                         | Чехия, Прага                            |                                                   |                                                                             |
| Калифорнийский университет (University of California) | 1872                                   | 2 196 000                                          | 67 048 *                     | UC, JEPS, GOD               | США, Беркли                             |                                                   |                                                                             |
| Венгерский музей естествознания (Magyar Természettudományi Múzeum) | 1870                                   | 1 831 000                                          | нет данных                   | BP                          | Венгрия, Будапешт                       |                                                   |                                                                             |
| Богорский гербарий (Herbarium Bogoriense), Научный центр Цибинонга, Богорский ботанический сад (Kebun Raya Bogor)                                                                             | ?                                      | 2 000                                              | 18 000 *                     | BO                          | Индонезия, Цибинонг                     | ,                                                 |                                                                             |
| Национальный музей (Národní muzeum) | 1818                                   | 2 000                                              | 8 000 *                      | PR                          | Чехия, Прага                            |                                                   |                                                                             |
| Ботаническая служба Индии (Botanical Survey of India) | 1833                                   | 2 000                                              | нет данных                   | CAL                         | Индия, Каликут                          |                                                   |                                                                             |

| Названия (русское, национальное) | Год основания гербария (не учреждения) | Объём фондов                                | Акроним               | Местонахождение (страна, город) | Сайт                                                |
| --- | -------------------------------------- | ------------------------------------------- | --------------------- | ------------------------------- | --------------------------------------------------- |
| Национальный музей природы и науки (国立科学博物館)                                                                                            | 1877                                   | 1 937 000                                   | TNS                   | Япония, Токио                   |                                                     |
| Департамент сельского хозяйства и продовольствия (Department of Agriculture and Agri-Food; Agriculture et Agroalimentaire Canada)              | 1886                                   | 1 850 000                                   | DAO, DAOM             | Канада, Оттава                  |                                                     |
| Ботанический музей | 1863                                   | 1 800 000                                   | O                     | Норвегия, Осло                  |                                                     |
| Гамбургский университет (Biozentrum Klein-Flottbek und Botanischer Garten, Universität Hamburg)                                                | 1879                                   | 1 800 000                                   | HBG                   | Германия, Гамбург               |                                                     |
| Мичиганский университет (University of Michigan)                                                                                               | 1921                                   | 1 750 000                                   | MICH                  | США, Энн-Арбор                  |                                                     |
| Токийский университет (東京大学) | 1887                                   | 1 700 000                                   | TI                    | Япония, Токио                   |                                                     |
| Гётеборгский университет (Göteborgs universitet)                                                                                               | 1926                                   | 1 600 000                                   | GB                    | Швеция, Гётеборг                | Архивная копия от 1 июня 2016 на Wayback Machine    |
| Королевский ботанический сад Мельбурна, Национальный гербарий Виктории (Royal Botanic Gardens, National Herbarium of Victoria)                 | 1857                                   | 1 500 000                                   | MEL                   | Австралия, Мельбурн             |                                                     |
| Институт генофонда растительного и животного мира, Академия наук Узбекистана (Ўзбекистон Республикаси Фанлар Академияси)                       | 1950                                   | 1 500 000 (сомнительные данные!)            | TASH                  | Узбекистан, Ташкент             |                                                     |
| Ботанический исследовательский институт Техаса (Botanical Research Institute of Texas)                                                         | 1987                                   | 1 482 000                                   | BRIT (incl. SMU, VDB) | США, Форт-Уорт                  |                                                     |
| Венский университет (Universität Wien) | 1879                                   | 1 445 000                                   | WU, WUP               | Австрия, Вена                   |                                                     |
| Академия естественных наук (Academy of Natural Sciences)                                                                                       | 1812                                   | 1 430 000                                   | PH                    | США, Филадельфия                |                                                     |
| Королевский ботанический сад Сиднея, Национальный гербарий Нового Южного Уэльса (Royal Botanic Gardens, National Herbarium of New South Wales) | 1896                                   | 1 425 000                                   | NSW                   | Австралия, Сидней               |                                                     |
| Национальный автономный университет Мексики (Universidad Nacional Autónoma de México)                                                          | 1888                                   | 1 400 000                                   | MEXU                  | Мексика, Мехико                 |                                                     |
| Королевский ботанический сад (Real Jardín Botánico)                                                                                            | 1755                                   | 1 400 000                                   | MA                    | Испания, Мадрид                 |                                                     |
| Ботанический сад ранчо Санта-Ана (Rancho Santa Ana Botanic Garden)                                                                             | 1927                                   | 1 230 000                                   | RSA                   | США, Клермонт                   | (недоступная ссылка)                                |
| Институт ботаники Польской академии наук | 1860                                   | 1 227 500                                   | KRAM                  | Польша, Краков                  |                                                     |
| Зенкенбергский музей (Senckenberg Forschungsinstitut und Naturmuseen)                                                                          | 1817                                   | 1 200 000                                   | FR                    | Германия, Франкфурт-на-Майне    |                                                     |
| Киотский университет (京都大学) | 1921                                   | 1 200 000                                   | KYO                   | Япония, Киото                   |                                                     |
| Южно-Африканский национальный институт биоразнообразия (South African National Biodiversity Institute — SANBI)                                 | 1903                                   | 1 200 000                                   | PRE                   | ЮАР, Претория                   |                                                     |
| Грацский университет имени Карла и Франца (Karl-Franzens-Universität Graz)                                                                     | 1927                                   | 1 180 000                                   | GZU                   | Австрия, Грац                   | Архивная копия от 2 февраля 2017 на Wayback Machine |
| Австралийский национальный гербарий (Australian National Herbarium)                                                                            | 1930                                   | 1 124 812                                   | CANB                  | Австралия, Канберра             |                                                     |
| Римский университет Ла Сапиенца (Università degli Studi di Roma La Sapienza)                                                                   | 1872                                   | 1 120 000                                   | RO                    | Италия, Рим                     |                                                     |
| Куньминский ботанический институт, Академия наук Китая (中國科學院)                                                                            | 1938                                   | 1 114 000                                   | KUN                   | Китай, Куньмин                  |                                                     |
| Кембриджский университет (University of Cambridge)                                                                                             | 1761                                   | 1 100 000                                   | CGE                   | Великобритания, Кембридж        |                                                     |
| Национальный политехнический институт (Instituto Politécnico Nacional)                                                                         | 1944                                   | 1 080 000                                   | ENCB                  | Мексика, Мехико                 |                                                     |
| Висконсинский университет (University of Wisconsin)                                                                                            | 1849                                   | 1 078 000 (по другим данным (), >1 200 000) | WIS                   | США, Мэдисон                    |                                                     |
| Московский государственный университет, Гербарий имени Д. П. Сырейщикова                                                                       | 1780                                   | 1 044 751                                   | MW                    | Россия, Москва                  |                                                     |
| Государственный гербарий Южной Австралии (State Herbarium of South Australia)                                                                  | 1954                                   | 1 040 000                                   | AD                    | Австралия, Аделаида             |                                                     |
| Техасский университет в Остине (University of Texas at Austin)                                                                                 | 1900                                   | 1 006 000                                   | TEX                   | США, Остин                      |                                                     |

| Названия (русское, национальное)                                                                            | Год основания гербария (не учреждения) | Объём фондов (дополнен более точными данными с сайтов самих гербариев) | Акроним | Местонахождение (страна, город) | Сайт                                             |
| --- | -------------------------------------- | ---------------------------------------------------------------------- | ------- | ------------------------------- | ------------------------------------------------ |
| Национальный музей Кении, Восточно-Африканский гербарий (National Museums of Kenya, East African Herbarium) | 1902                                   | 1 000 000 (более 700 000 по данным )                                   | EA      | Кения, Найроби                  |                                                  |
| Южно-Китайский ботанический сад, Академия наук Китая (中國科學院)                                           | 1927                                   | 1 000 000 (более 1 000 000 по данным )                                 | IBSC    | Китай, Гуанчжоу                 |                                                  |
| Манчестерский университет (University of Manchester)                                                        | 1835                                   | 1 000 000 (981 000 по данным )                                         | MANCH   | Великобритания, Манчестер       |                                                  |
| Государственный музей естествознания Штутгарта (Staatliches Museum für Naturkunde Stuttgart)                | 1791                                   | 1 000 000 (900 000 по данным )                                         | STU     | Германия, Штутгарт              |                                                  |
| Институт ботаники, Академия наук Грузии (საქართველოს მეცნიერებათა ეროვნული აკადემია)                        | 1894                                   | 1 000                                                                  | TBI     | Грузия, Тбилиси                 |                                                  |
| (University of Gothenburg)                                                                                  | 1926                                   | 1 000                                                                  | GB      | Швеция, Гётеборг                | Архивная копия от 9 июля 2019 на Wayback Machine |
| (Musée et Jardins Botaniques Cantonaux MJBC)                                                                | 1824                                   | 1 000                                                                  | LAU     | Швейцария, Лозанна              |                                                  |

| Названия (русское, национальное) | Год основания гербария (не учреждения) | Объём фондов | Акроним | Местонахождение (страна, город) | Сайт |
| --- | -------------------------------------- | ------------ | ------- | ------------------------------- | ---- |
| Туринский университет (Università degli Studi di Torino) | Конец 19 в.                            | 992 000      | TO      | Италия, Турин                   |      |
| (Hiroshima University) | 1929                                   | 970 000      | HIRO    | Япония, Хиросима                |      |
| Сельскохозяйственная исследовательская служба Министерства сельского хозяйства США, Национальная микологическая коллекция США (USDA — Agricultural Research Service, U.S. National Fungus Collections) | 1896                                   | 950 000      | BPI     | США, Белтсвилл                  |      |
| (University of Minnesota) | 1890                                   | 940 000      | MIN     | США                             |      |
| Вайомингский университет (University of Wyoming) | 1894                                   | 933 000      | RM      | США, Ларами                     |      |
| Университет Турку (Turun yliopisto) | 1919                                   | 932 700      | TUR     | Финляндия, Турку                |      |
| Моравский музей (Moravské zemské muzeum) | 1818                                   | 903 000      | BRNM    | Чехия, Брно                     |      |

Объём фондов большинства крупных гербариев постоянно растёт, поэтому публикуемые в различных источниках быстро устаревают. Немногие гербарии (в т.ч. крупные) публикуют в открытых источниках объёмы ежегодного пополнения коллекций. Достоверно известно, что более 15 000 образцов в год (или около 300 образцов в неделю) включают в свои коллекции следующие гербарии:
- Миссурийский ботанический сад (MO) - 108 000 образцов (в 2014 г.)

- Нью-Йоркский ботанический сад (NY) - 87 000 образцов (в среднем), до 85% за счёт поступлений из других гербариев

- Королевские ботанические сады Кью (K) - от 30 000 до 50 000 образцов ,

- Королевский ботанический сад Эдинбурга (E) - 30 000 образцов (в среднем)

- Вайомингский университет (RM) - 25 000 образцов (в среднем)

- Национальный музей естественной истории, Смитсоновский институт (US) - 20 000 образцов (обмен, не считая сборы собственных сотрудников)

- Хельсинкский университет (H) - 20 000 образцов (в среднем)

- Техасский университет в Остине (TEX) - 16 400 образцов (в среднем)

- Ботаническое собрание Мюнхена (M) - 16 000 образцов (в среднем)

- Королевский ботанический сад Мельбурна, Национальный гербарий Виктории (MEL) - 15 000 образцов (в среднем)

- Муниципальный ботанический музей (Парана) (MBM) - 15 000 образцов (в среднем)

Многие крупные гербарии пополняют свои коллекции гораздо менее активно - гербарии P, BP, FR, KUN растут примерно на 10 000 образцов в год (, , , ).